# Maria da Grécia e Dinamarca
Maria Georgievna da Grécia e Dinamarca (Atenas, 3 de março de 1876 - Atenas, 14 de dezembro de 1940) foi a quinta criança e segunda filha a nascer do rei Jorge I da Grécia e da sua esposa, a grã-duquesa Olga Constantinovna da Rússia, sendo, por isso, um membro da família Schleswig-Holstein-Sonderburg-Glücksburg.

## Primeiros anos
Maria nasceu em Atenas, sendo irmã mais nova do futuro rei Constantino I da Grécia, do príncipe Jorge da Grécia e Dinamarca, da princesa Alexandra Georgievna da Grécia e Dinamarca e do príncipe Nicolau da Grécia e Dinamarca. Era irmã mais velha do príncipe André da Grécia e Dinamarca e do príncipe Cristóvão da Grécia. Ela era muito chegada à sua prima Xenia Alexandrovna. Mais tarde ambas se casaram com dois dos filhos do grão-duque Miguel Nikolaevich da Rússia e juntaram-se em várias ocasiões.

## Casamento
No dia 30 de abril de 1900, Maria casou-se com o grão-duque Jorge Mikhailovich da Rússia em Corfu, Grécia. Jorge, que era conhecido na família pela afável alcunha de "Gogi", sempre a amara e sempre a tentou conquistar, mas ela não estava interessada. Durante a sua juventude Maria apaixonou-se por um plebeu e pediu autorização ao pai para se casar com ele, mas o rei da Grécia recusou. Foi apenas nesta altura que Maria aceitou finalmente casar-se com Jorge, mas apenas depois de assegurar que o seu lugar nas linhas de sucessão grega e dinamarquesa estavam assegurados. Ela nunca escondeu que não estava apaixonada por Jorge, mas ele acreditou que os sentimentos dela poderiam mudar com o tempo.

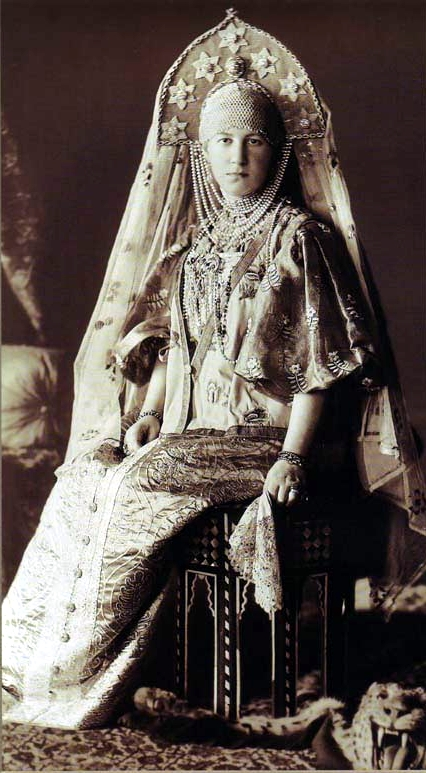
Maria no baile imperial de 1903 no Palácio de Inverno

O casal teve duas filhas: Nina, nascida no dia 7 de junho de 1901 e Xenia, nascida no dia 9 de agosto de 1903. À medida que elas cresciam, Maria aproveitou todas as oportunidades que tinha para passar mais tempo no estrangeiro, utilizando o argumento da saúde das filhas para passar algum tempo longe do marido. Ela estava em Londres quando rebentou a Primeira Guerra Mundial e não pode regressar à Rússia, pelo que passou os anos seguintes no Reino Unido onde fundou um hospital militar.
Maria ficou viúva no dia 30 de janeiro de 1919, quando o seu marido foi assassinado por bolcheviques na Fortaleza de Pedro e Paulo em São Petersburgo. 
No dia 16 de dezembro de 1922, Maria voltou a casar-se, desta vez com Perikles Ioannidis em Wiesbaden. Morreu na sua terra natal de Atenas durante a Guerra Greco-Italiana de 1940-41.
A sua filha Xenia viveu durante muitos anos em Long Island com Anna Anderson, uma mulher que afirmava ser a sua prima Anastásia Nikolaevna.